# Come Taste the Band
Come Taste the Band är det tionde studioalbumet av den brittiska rockgruppen Deep Purple, utgivet i oktober 1975. Albumet spelades in på Musicland Studios i München, Tyskland mellan den 3 augusti och 1 september 1975 och producerades av Deep Purple tillsammans med Martin Birch.
Come Taste the Band är det första och enda studioalbum med den fjärde uppsättningen av Deep Purple, som kallades "Mark IV". Gitarristen Ritchie Blackmore hade efter föregående album, Stormbringer, lämnat gruppen och ersatts av den amerikanske Tommy Bolin. Kvar från originaluppsättningen av Deep Purple var nu bara Jon Lord och Ian Paice, medan sångaren David Coverdale och basisten Glenn Hughes hade tillkommit 1973. 
Detta blev gruppens sista album innan den upplöstes 1976 och hade ett åtta år långt uppehåll innan nästa studioalbum, Perfect Strangers, gavs ut. Bolin avled i slutet av 1976 av en överdos i Miami. Stilen på LP:n kan karakteriseras som starkt funkpräglad hårdrock, med inslag av soul. Plattan blev ingen listsuccé men sålde ändå i en förhållandevis stor utsträckning. I Storbritannien nådde albumet plats 19 på albumlistan medan det i USA nådde plats 43.

## Historia

### Bakgrund
Efter att gruppen givit ut Burn och den något mer soul och funkiga Stormbringer, lämnade Ritchie Blackmore gruppen den 21 juni 1975 av anledningen att han "inte gillar funkig soulmusik". Blackmore bildade kort därefter Rainbow tillsammans med bland andra Ronnie James Dio. Efter Blackmores avhopp ville de kvarvarande originalmedlemmarna, Jon Lord och Ian Paice, lägga ner bandet men övertalades av Glenn Hughes och David Coverdale att fortsätta. Bandet provspelade ett flertal gitarrister, bland annat Clem Clempson som tidigare spelat i Colosseum och vid tidpunkten var medlem i Humble Pie. Jobbet gick dock istället till den amerikanske gitarristen Tommy Bolin, främst känd för att ha medverkat på Billy Cobhams första soloalbum Spectrum. Då Bolin rekryterades till Deep Purple stod han just i startgroparna för att spela in sitt debutalbum, Teaser. Under den senare delen av juni och i början av juli 1975 började bandet repetera och skriva nya låtar till albumet i Pirate Sound Studios i Hollywood. Bolin lämnade gruppen temporärt senare i juli för att spela in Teaser medan resten av bandet for till München.

### Låtskrivandet

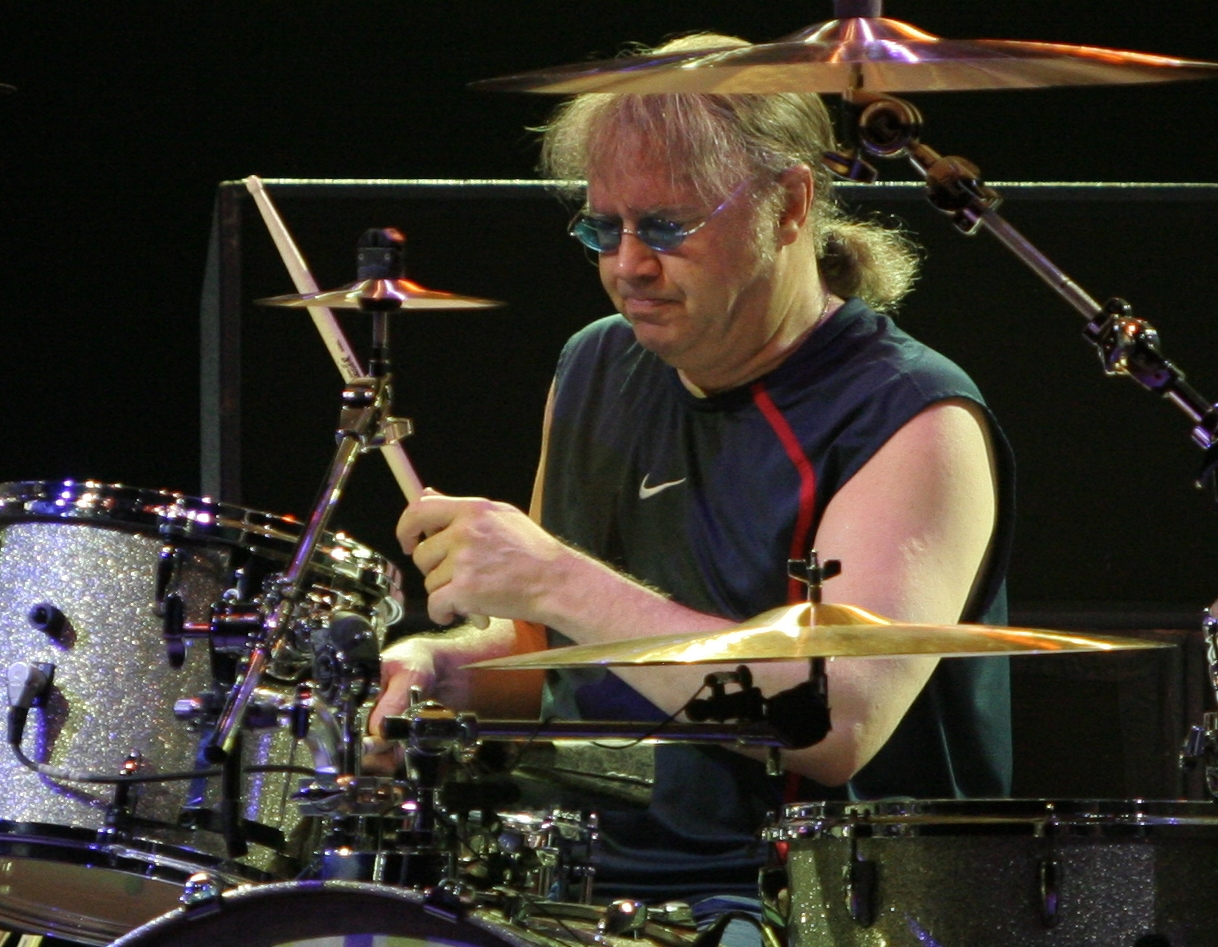
Ian Paice var tillsammans med Jon Lord de enda originalmedlemmarna av Deep Purple som medverkade på Come Taste the Band.

Bolin och Coverdale var gruppens ledande låtskrivare och krediterades till sju låtar vardera. De flesta av låtarna skrevs i juli 1975 i Los Angeles.  "Lady Luck" skrevs av Jeff Cook redan 1973 under Bolins tid i bandet Energy. Bolin tog med låten till Deep Purple, men kunde inte minnas texten, men med Cooks tillåtelse skrev Coverdale en ny text. "Gettin' Tighter" skrevs av Bolin och Hughes i Hughes hem i Beverly Hills; "Tommy kom på det där riffet och jag [Hughes] gjorde klart texten med Tommy, i mitt hus. Det var den enda gången vi någonsin drog oss undan från de andra för att skriva en låt. I efterhand ville Tommy skriva fler låtar med mig till albumet men det blev mer av ett bandalbum, vilket var bra."
"This Time Around" kom till när Jon Lord satt ensam i studion och improviserade. Glenn Hughes hade, utan att Lord visste om det, suttit och lyssnat. Efter att ha improviserat i ungefär 20 minuter kom Hughes inrusande och bad om att få jobba med låten en kort stund. Kort därefter hade Hughes skrivit text till "This Time Around". Samtidigt dök Bolin med en instrumental låt, "Owed to 'G'", som senare kom att placeras direkt efter "This Time Around". "Owed to 'G'" skrev Bolin långt innan han blev medlem i Deep Purple. 'G' står för Gerschwin, då Bolin tyckte att låten påminde om honom. "You Keep on Moving" skrevs av Hughes och Coverdale, hemma hos Coverdale i juli 1973 och var ämnad för gruppens åttonde studioalbum, Burn. Låten gavs dock aldrig ut på Burn då Ritchie Blackmore inte gillade den.

### Inspelning
Inspelningen av Come Taste the Band påbörjades den 3 augusti 1975 i Musicland Studios i München, Tyskland. Albumet producerades av bandet tillsammans med Martin Birch som då hade jobbat med gruppen sedan 1969 och bland annat producerat Deep Purples föregående album, Stormbringer. Albumets öppningsspår, "Comin' Home", skrevs i studion. Glenn Hughes hade vid den här tidpunkten kokainproblem, vilket stoppade delar av inspelningarna. I slutet av sessionen blev Hughes sjuk i hepatit och blev inlagd på sjukhus, vilket gjorde att han fick sjunga mycket mindre på albumet än vad han hade gjort på gruppens föregående album. Basen på "Comin' Home" fick istället spelas in av Bolin. Låten "Dealer" sjöngs först in av Hughes, men hans sång togs senare utan hans vetskap bort och blev istället ersatt av sång från Coverdale och Bolin. Inspelningen av albumet avslutades den 1 september 1975.

### Utgivning och mottagande
Come Taste the Band gavs ut den 10 oktober 1975 och nådde som bäst plats 19 på den brittiska albumlistan, vilket var gruppens sämsta notering i Storbritannien sedan den gav ut det självbetitlade albumet Deep Purple 1969. Den 1 november hade albumet uppnått silverstatus i Storbritannien och sålt i över 60 000 exemplar. Albumet sålde annars relativt bra och nådde topp-20 placeringar i bland annat Nederländerna, Norge, Nya Zeeland, Sverige och Tyskland.
1990 blev albumet remastrat och återutgivet i USA av Metal Blade Records och distribuerat av Warner Bros. Den 31 juli 2007 blev albumet ännu en gång återutgivet, tillsammans med Stormbringer och Made in Europe, på skivbolaget Friday Music. Då skivbolagets officiella webbplats påstått att Come Taste the Band blivit digitalt remastrad, är det oklart vilka band som använts för remastringen. Det är dock mindre troligt att originalbanden användes då EMI vid ett flertal tillfällen över åren påstått att albumets originalband försvunnit. I december 2009 rapporterade dock Deep Purple Appreciation Society att dessa band nyligen återfunnits och att en officiellt remastrad version med bonuslåtar och med nya mixar av Glenn Hughes och Kevin Shirley skulle komma att ges ut 2010. Denna version av albumet gavs ut den 25 oktober 2010 som Come Taste the Band - 35th Anniversary Editon och innehåller bland annat två tidigare outgivna låtar; "Same in L.A." och "Bolin/Paice Jam" – ett fem minuters instrumentalt jam med Ian Paice och Tommy Bolin.
Recensenten Kris Nicholson skrev 1976 en positiv recension av albumet i tidningen Rolling Stone. Han skrev bland annat; "Med honom [Bolin], har Purple vuxit ur förutsägbarheten från förr. [...] Där finns tecken på "ge och ta" som Deep Purple inte har visat på ett tag. David Coverdales framväxande låtskrivartalanger kombineras med Bolins i "Dealer". Lords mer sofistikerade keyboardspel framkommer i flera låtar." Ian Gillan, som 1973 blev ersatt Coverdale, har sagt i en intervju med tidningen Classic Rock att han inte ser albumet som ett Deep Purple-album; "Jag lyssnade på deras Come Taste the Band-album och i min bok var det inte riktigt Purple. Jag har inga problem med framförandet, jag tycker bara inte att det är Deep Purple över huvud taget."

## Låtlista
| Nr           | Titel                          | Kompositör                              | Längd |
| ------------ | ------------------------------ | --------------------------------------- | ----- |
| 1.           | Comin' Home                    | Tommy Bolin, David Coverdale, Ian Paice | 3:55  |
| 2.           | Lady Luck                      | Jeff Cook, Coverdale                    | 2:48  |
| 3.           | Gettin' Tighter                | Bolin, Glenn Hughes                     | 3:37  |
| 4.           | Dealer                         | Bolin, Coverdale                        | 3:50  |
| 5.           | I Need Love                    | Bolin, Coverdale                        | 4:23  |
| 6.           | Drifter                        | Bolin, Coverdale                        | 4:02  |
| 7.           | Love Child                     | Bolin, Coverdale                        | 3:08  |
| 8.           | This Time Around / Owed to 'G' | Jon Lord, Hughes / Bolin                | 6:10  |
| 9.           | You Keep on Moving             | Coverdale, Hughes                       | 5:19  |
| Total längd: | Total längd:                   | Total längd:                            | 36:55 |

| 1.           | Comin' Home        | Tommy Bolin, David Coverdale, Ian Paice | 4:08  |
| 2.           | Lady Luck          | Jeff Cook, Coverdale                    | 2:46  |
| 3.           | Gettin' Tighter    | Bolin, Glenn Hughes                     | 4:23  |
| 4.           | Dealer             | Bolin, Coverdale                        | 3:55  |
| 5.           | I Need Love        | Bolin, Coverdale                        | 5:16  |
| 6.           | You Keep on Moving | Coverdale, Hughes                       | 5:18  |
| 7.           | Love Child         | Bolin, Coverdale                        | 3:05  |
| 8.           | This Time Around   | Jon Lord, Hughes                        | 3:24  |
| 9.           | Owed to 'G'        | Bolin                                   | 2:56  |
| 10.          | Drifter            | Bolin, Coverdale                        | 3:59  |
| 11.          | Same in L.A.       | Coverdale, Hughes, Paice, Lord          | 3:19  |
| 12.          | Bolin/Paice Jam    | Bolin, Paice                            | 5:47  |
| Total längd: | Total längd:       | Total längd:                            | 48:16 |

## Medverkande
| Deep Purple - Tommy Bolin – gitarr, sång, bas - David Coverdale – sång - Glenn Hughes – bas, sång - Jon Lord – keyboard - Ian Paice – trummor | Produktion - Martin Birch – producent, ljudtekniker, mixning - Ian Paice – mixning Omslag - Castle, Chappell och Partners Limited – omslagslayout - Peter Williams – omslagsfoto - Dieter Zill och Fin Costello – foton |

## Listplaceringar och certifikat
| Land:          | Organisation: | Topplacering: | Certifikat: | Ref:        |
| -------------- | ------------- | ------------- | ----------- | ----------- |
| Nederländerna  | NVPI          | 12            |             | [ 11 ]      |
| Norge          | IFPI          | 6             |             | [ 12 ]      |
| Nya Zeeland    | RIANZ         | 6             |             | [ 13 ]      |
| Storbritannien | BPI           | 19            | Silver      | [ 1 ] [ 6 ] |
| Sverige        | IFPI          | 16            |             | [ 7 ]       |
| Tyskland       | IFPI          | 9             |             | [ 14 ]      |
| USA            | RIAA          | 42            |             | [ 2 ]       |